# اورگرین، شهرستان استار، تگزاس
اورگرین (به انگلیسی: Evergreen) یک منطقهٔ مسکونی در ایالات متحده آمریکا است که در تگزاس واقع شده‌است. اورگرین ۷۳ نفر جمعیت دارد.